# 10 Aquilae
10 Aquilae è una stella gigante bianco-gialla di magnitudine 5,91 situata nella costellazione dell'Aquila. Dista 242 anni luce dal sistema solare.

## Osservazione
Si tratta di una stella situata nell'emisfero celeste boreale; grazie alla sua posizione non fortemente boreale, può essere osservata dalla gran parte delle regioni della Terra, sebbene gli osservatori dell'emisfero nord siano più avvantaggiati. Nei pressi del circolo polare artico appare circumpolare, mentre resta sempre invisibile solo in prossimità dell'Antartide. La sua magnitudine pari a 5,9 la pone al limite della visibilità ad occhio nudo, pertanto per essere osservata senza l'ausilio di strumenti occorre un cielo limpido e possibilmente senza Luna.
Il periodo migliore per la sua osservazione nel cielo serale ricade nei mesi compresi fra fine giugno e novembre; da entrambi gli emisferi il periodo di visibilità rimane indicativamente lo stesso, grazie alla posizione della stella non lontana dall'equatore celeste.

## Caratteristiche fisiche
La stella è una stella gigante bianco-gialla con una massa doppia rispetto a quella solare, il raggio è invece 2,4 volte superiore e la sua temperatura superficiale di circa 7550 K. La sua magnitudine assoluta è di +1,55 e la sua velocità radiale positiva indica che la stella si sta allontanando dal sistema solare.